# ويان داي غن (إي بانغ سوك)
الأمير العظيم ويآن (의안대군 | 宜安大君) , (ولد في 1382 ومات في شهر أغسطس من عام 1398) , هو الابن الثامن للملك تايجو (태조 | 太祖) ملك جوسون الأول , اسمه بعد الوفاة سودو (소도 | 昭悼) , اسمه عند الولادة يي بانغ سوك (이방석 | 李芳碩) .
هو الابن الثامن للملك تايجو (태조 | 太祖) من زوجته الملكة شيندوك من عشيرة كانغ (신덕왕후 강씨 | 神德王后 康氏) . عين ولياً للعهد على مملكة جوسون ليكون بذلك أول ولي عهد في تاريخ المملكة , تم اغتياله وعمره سبعة عشر عاماً في تمرد الأمراء الأول .

## حياته

### تنصيبه ولياً للعهد
في 20 أغسطس 1392 نصب وليا للعهد . اختيرت هيونبن من عشيرة يو (현빈 유씨 | 賢嬪 柳氏) لتكون زوجة له وتم اختيار إمان (이만 | 李萬) ليكون أحد خدمه وتعتبر فترة توليه للعهد من أقصر فترات ولاية العهد . ولهذا تم معاقبة السيدة يو والخادم إمان  عندما اغتيل . له زوجة ثانية  هي شم هيونبن من عشيرة شم (현빈 심씨 | 賢嬪 沈氏) .
في 13 أغسطس 1396 ماتت والدة ولي العهد هيونب من عشيرة كانغ (현비 강씨 | 顯妃 康氏 | عرفت باسم الملكة شيندوك 신덕왕후 بعد موتها) .

### تمرد الأمراء الأول
في 26 أغسطس 1398 قاد الأمير العظيم جونغآن يي بانغ وون (정안군 이방원 | 靖安君 李芳遠) تمرد الأمراء الأول حيث كان من المتوقع حدوث هذا الأمر , «من نامسان إلى بوابة غوانغهوامن أتى الكثير من نخبة سلاح الفرسان» إلا أن بونغ وونليانغ (봉원량 | 奉元良) المسؤول عن الخزينة</ref> عندما اغتيل . له زوجة ثانية  والشؤون العسكرية لم يقم بأي مواجهة ضدهم .
قام الأمير العظيم جونغآن بإبعاد جميع معارضيه عن طريقه من أمثال جونغ دو جون , ونامون , وباغو , ثم قام بإعطاء منصب ولي العهد لأخيه الأكبر يي بانغوا (이방과 | 李芳果) , الأمير العظيم يونغآن (永安君 李芳果 | 후일의 정종) , إلا أن الأخير قام بتعيين الأمير العظيم جونغآن ولياً للعهد في آخر حكمه . تم إصدار عقوبة النفي بحق يونغتشمن وإخراجه من قصر غيونغبوك . أجبر يي غويي (이거이 | 李居易) الأمير جونغآن أن يقتل أصحاب النفوذ عن طريق اغتيالهم .

## أسرته

### الأقارب
- الأب : الملك تايجو ملك (왕 태조) جوسون الأول .
- الأم : الملكة شيندوك من عشيرة كانغ (신덕고황후 강씨 | 神德高皇后 康氏) .
- الإخوة :
  - الأمير العظيم جنآن (진안대군) , أخ غير شقيق .
  - الأمير العظيم يونغآن (영안대군) , أخ غير شقيق .
  - الأمير العظيم إغآن (익안대군) , أخ غير شقيق .
  - الأمير العظيم هويآن (회안대군) , أخ غير شقيق .
  - الأمير العظيم جونغآن (정안대군) , أخ غير شقيق .
  - الأمير العظيم دوغآن (덕안대군) , أخ غير شقيق .
  - الأمير العظيم موآن (무안대군) , أخ شقيق .
- الأخوات :
  - الأميرة غيونغشن (경신공주) , أخت غير شقيقة .
  - الأميرة غيونغسون (경선공주) , أخت غير شقيقة .
  - الأميرة غيونغسن (경순공주) , أخت شقيقة .
  - الأميرة سكشن (숙신옹주) , أخت غير شقيقة .
  - الأميرة ويريونغ (의령옹주) , أخت غير شقيقة .

### أسرته
- الزوجات :
  - الزوجة الأولى : هيونبن من عشيرة يو (현빈 유씨 | 賢嬪 柳氏) .
  - الزوجة الثانية : شم هيونبن (현빈 심씨 | 賢嬪 沈氏) , (ولدت في ؟ وماتت في 1448) - ابنة شم هيوساينغ (심효생 | 沈孝生) الأمير بسونغ (부성군 | 富城君) من عشيرة بيو شم (부유 심씨 | 富有 沈氏) , (ولد في 1349 ومات في 1398) .
- الأبناء والأحفاد :
  - وونسون (원손 | 元孫) , (ولد في 1398 ومات في ؟) , الابن الأكبر .
  - حفيد الأمير العظيم غومسومغ (금성대군 유 | 錦城大君 瑜) , (ولد في 1426 ومات في 1457 - الابن السادس لملك جوسون الرابع .

## بعد موته

### استعادة منصبه
في 3 أغسطس 1406 , في عهد الملك تايجونغ (태종 | 太宗) خففت عقوبته وأعطي لقب الأمير سودو (소도군 | 昭悼君) ثم الأمير غونغسن (공순군 | 恭順君) . في 27 يوليو 1680 كجزء من سياسة الملك سكجونغ (숙종 | 肅宗)
ثم أعطي لقب الأمير العظيم ويآن (의안대군 | 宜安大君) , وكذلك أعيد اللقب لأخيه الشقيق الأمير العظيم موآن .

### قبره
يقع قبره في مدينة غوانغجو في غيونغي (مقاطعة) في كوريا الجنوبية في مقبرة الأمير العظيم ويآن (بانغ سوك) . في 13 أبريل 1998 أصبح قبره في مقاطعة غيونغي معلماً تراثياً ويحمل الرقم 166 .